# Far from the Madding Crowd (TV-serie)
Far from the Madding Crowd är en brittisk dramaserie från 1998. Manuset är baserat på Thomas Hardys roman Fjärran från vimlets yra från 1874.

## Handling
Serien handlar om den egensinniga och vackra bonddottern Batseba Everdene och de män som uppvaktar henne, den ensamme bonden William Boldwood, den trogna herden Gabriel Oak och den opålitlige men charmige sergeant Frank Troy.

## Rollista i urval
- Paloma Baeza - Bathsheba Everdene
- Nigel Terry - Mr Boldwood
- Nathaniel Parker - Gabriel Oak
- Jonathan Firth - Sergeant Frank Troy
- Victoria Alcock - Temperance Miller
- James Allen - Will Coggan
- Robin Ardra - Tollgate Keeper
- Peter Aubrey - Daniel Selby